# Xenaspis maculipennis
Xenaspis maculipennis är en tvåvingeart som beskrevs av Wang och Chen 2006. Xenaspis maculipennis ingår i släktet Xenaspis och familjen bredmunsflugor. Inga underarter finns listade i Catalogue of Life.